# Maria Del Zompo
Maria Del Zompo (Cagliari, 21 aprile 1951) è un medico e docente italiana.
Ha diretto il Dipartimento di Scienze Biomediche e, dal 2015 al 2021 è stata Magnifico Rettore dell'Università degli Studi di Cagliari, prima donna eletta a questa carica nella storia dell'Ateneo.

## Biografia
Maria Del Zompo ha conseguito la maturità classica nel 1969 e la laurea in Medicina e Chirurgia nel 1975 presso l'Università degli Studi di Cagliari (UniCa). Frequenta la Clinica delle Malattie Nervose dove incontra il neuroscienziato e farmacologo cagliaritano Gian Luigi Gessa ed entra a fare parte del suo gruppo di ricerca, incontro che muta radicalmente i suoi interessi scientifici e clinici verso le neuroscienze cliniche e di base e la farmacologia. La sua tesi di laurea sul Morbo di Parkinson è stata  pubblicata su The Lancet nel 1979 e nei primi anni della sua attività di ricerca si è concentrata proprio su Parkinson, Corea di Huntington e malattia di Wilson. Ha lavorato presso la Clinica Universitaria delle Malattie Nervose e Mentali e nel 1980 si è specializzata in Neurologia.
Fino al 1982 è stata borsista presso la Biological Psychiatry Branch del National Institute of Mental Health di Bethesda, MD (USA), nel Laboratorio di John Tallman e sotto la direzione di Robert M. Post. In quel periodo ha iniziato a interessarsi della patogenesi e terapia di disturbi psichici come il Disturbo Bipolare e il Suicidio. Tornata a Cagliari, è stata ricercatrice presso l'Istituto di Farmacologia di UniCa fino al 1986 per poi afferire al Dipartimento di Neuroscienze "B.B. Brodie", dove ha ulteriormente approfondito le ricerche nel campo delle Neuroscienze. Nel 2000 diventa professore ordinario di Farmacologia e Farmacologia Clinica presso UniCa.
Dal 2002 al 2012 è stata responsabile del Servizio di formazione e informazione sul farmaco. Ha diretto i Dipartimenti di Neuroscienze e di Scienze Biomediche, e la Scuola di Specializzazione in Farmacologia Clinica. Ha diretto la Unità Complessa di Farmacologia Clinica della AOUCagliari presso l'Ospedale San Giovanni di Dio con Centro Cefalee, Lithium Clinic per la Malattia Bipolare e Centro Regionale di Farmacovigilanza. Dal 2015 al 2021 è stata Magnifico Rettore dell'Università degli studi di Cagliari, prima donna dopo 400 anni di Rettori di genere maschile e nel 2020 ha celebrato con gli studenti, il personale e la Città, il 400centesimo anno dalla Fondazione dell’Università degli studi di Cagliari. Dal 2022 è Componente del Consiglio Superiore della Sanità e Professore Emerito di Farmacologia e Farmacologia Clinica dell'Università degli studi di Cagliari presso il Dipartimento di Scienze Biomediche.

## Campi di interesse clinici e di ricerca
- Psicofarmacologia clinica, con particolare attenzione all'uso clinico e alla ricerca del meccanismo d'azione del Litio, farmaco di prima scelta nel trattamento della malattia bipolare nella sua forma di carbonato di litio[11];
- Genetica psichiatrica (epidemiologia e genetica molecolare del disturbo bipolare e del comportamento suicidario);
- Genetica di malattie complesse come Emicrania, Cefalea a grappolo, Malattia di Alzheimer, la Farmacogenetica, patogenesi e terapia del Morbo di Parkinson.

Ha avuto numerose collaborazioni e tra le più importanti quelle con il Prof. Martin Alda, del Department of Psychiatry, Dalhousie University Halifax, Canada, con il Prof. Gustavo Turecki, del Research and Academic Affairs, Department of Psychiatry, McGill University, Montreal, Canada. Inoltre, Maria Del Zompo è tra i membri fondatori dell’International Consortium on Lithium Genetics e ha fatto parte dell’International Group for the Study of Lithium Treated Patients, il cui meeting annuale si è tenuto a Cagliari nel 2010. Nel 2006 ha organizzato, per la prima volta in Italia, il XIV Congresso Mondiale della (ISPG), che si è tenuto a Cagliari dal 28 ottobre al 1° novembre 2006.

## Riconoscimenti e incarichi

### Premi
- 2000 - Premio "Eleonora D’Arborea", assegnato ogni due anni dall'Inner Wheel Club Cagliari ad una donna che abbia saputo rendere omaggio ed onore alla Sardegna per la sua opera ed il suo impegno;
- 2007 - Premio "Donna dell’Anno 2007", AIDDA (Associazione Imprenditrici e Donne Dirigenti di Azienda) Delegazione Sardegna per aver incisivamente contribuito, con l’altissimo livello della sua attività clinica e di ricerca, a dare lustro alla Sardegna e alle donne nel mondo;
- 2015 - Premio "Maschera Punica", Lions Club Int. per la sua encomiabile carriera di studiosa apprezzata in Italia e nel mondo;
- 2015 - Premio "Alziator", assegnato dalla Associazione "Francesco Alziator" per la sua eccellente attività di scienziata apprezzata, seguita e ammirata a livello internazionale;
- 2021 - Premio "Donna di Scienza" assegnato dalla Associazione "ScienzaSocietàScienza", premio speciale della giuria per l’instancabile e innovativa attività svolta per l’Università degli studi di Cagliari, per la ricerca, per la diffusione della cultura scientifica e per la parità di genere;
- 2023 - Premio "Feminas" assegnato dalla Coldiretti per una carriera dedicata alla ricerca e all’insegnamento per educare le giovani menti al valore della ricerca scientifica. Grazie alla sua grande competenza è stata la prima donna Rettore di una Università in Sardegna, contribuendo a far superare i divari di genere nel mondo universitario sardo.

### Incarichi
- 1995 - Responsabile del Centro di Psicofarmacologia Clinica e del Centro sulle Cefalee Primitive del Dipartimento di Scienze Biomediche;
- 1999 - Docente nel Dottorato di Ricerca in Neuroscienze presso l'Università di Cagliari;
- 2002 - Componente del Centro di Eccellenza per la Neurobiologia delle Tossicodipendenze;
- 2003 - Membro della Commissione per il Prontuario Terapeutico Provinciale;
- 2004 - Componente dell'Albo degli Esperti del Comitato di Indirizzo per la Valutazione della Ricerca (CIVR);
- 2005 - Membro della Commissione Ricerca Clinica e Sviluppo della Agenzia Italiana del Farmaco (AIFA);
- 2022 - Componente del Consiglio Superiore della Sanità.

## Attività editoriali e pubblicazioni
La produzione scientifica di Maria Del Zompo consiste in numerose pubblicazioni su libri e riviste internazionali, pubblicazioni su libri e riviste nazionali e presentazioni a convegni e meeting nazionali e internazionali. 

## Altre attività
L’interesse verso la diffusione della conoscenza e della scienza, attraverso incontri e/o articoli scientificamente corretti ma divulgativi, è sempre stato costante nel tempo in molte manifestazioni. Un esempio è l’articolo su un evento organizzato dal FAI dove racconta la sua conversazione sul legame tra quello che era il cuore commerciale della città e l’Università di Cagliari fin dalla sua nascita. Inoltre da sottolineare come il rapporto tra etica e scienza sia sempre stato un argomento caro a Maria Del Zompo che lo ha trattato in molte occasioni come per esempio in una intervista dal titolo "Ricerca, Innovazione ed Etica: un confronto tra progresso scientifico medico e diritti della persona", dove descrive il suo pensiero su un argomento così importante ma anche così delicato per la società. Senza dimenticare che la prima inaugurazione dell’anno accademico dell’Ateneo cagliaritano scelta dalla Del Zompo come Magnifico Rettore è stata dedicata all’Etica e ha visto la prolusione di Enrico Berti dal titolo "La riscoperta dell’etica nel mondo contemporaneo".
Dopo il suo insediamento come prima donna ad essere eletta per ricoprire l’incarico di Magnifico Rettore dell’Ateneo Cagliaritano dal 1820, anno della Fondazione di UniCa, ha dato maggiore impulso alle attività culturali dell’ateneo e al coinvolgimento della città e del mondo imprenditoriale. Molto importante poi l’attenzione verso le pari opportunità, non solo di genere, che nel periodo rettorale hanno esitato in iniziative spesso uniche nel panorama universitario italiano come la creazione delle "stanze rosa", della "tessera Baby", della ludoteca e infine dell’Asilo Nido di UniCa per aiutare la genitorialità del corpo studentesco e docente ma anche per sostenere il corretto sviluppo della prima infanzia, fin dalla tenera età.